# Findlay Group
Findlay Group är öar i Kanada.   De ligger i territoriet Nunavut, i den norra delen av landet, 3 800 km nordväst om huvudstaden Ottawa.
Trakten runt Findlay Group är permanent täckt av is och snö. Trakten runt Findlay Group är nära nog obefolkad, med mindre än två invånare per kvadratkilometer.
Ögruppen består från norr till söder av huvudön Lougheed Island, Stupart Island, Edmund Walker Island, Grosvenor Island och Patterson Island.